# Varberg
Varberg est une ville de l'ouest de la Suède et le chef-lieu de la commune du même nom. Elle se situe dans le comté de Halland, entre Kungsbacka, au nord, et Falkenberg, au sud. En 2010, on y dénombrait environ 27 600 habitants (sur les 61 000 de la commune). Varberg est une ville d'eau et tourisme.
Les premières mentions de la prédécesseur, Geatkärr/Getsjö, est de Saxo Grammaticus.
Varberg a un port et une route de ferry connecte la ville avec Grenå en Danemark. La route européenne 6/20 relie la ville avec d'autres villes le long de la côte ouest de la Suède. La route nationale 41 connecte la ville avec Mark et Borås, situé à 88 km au nord-est de la ville. La route de comté 153 a une route de l'est et se connecte à Varberg et Värnamo via Ullared et Smålandsstenar. La gare de Varberg est située sur la Västkustbanan (entre Lund et Göteborg) et la Viskadalsbanan (entre Varberg et Borås).

## Quartiers
- Apelviken
- Breared
- Brunnsberg
- Göingegården
- Håsten
- Hästhaga
- Karlberg
- Lugnet et Barnabro
- Mariedal
- Norrdal
- Tranelyckan
- Stenåsa et Äckregården
- Trädlyckan
- Träslöv

## Climat
| Varberg                                |      |      |    |      |      |      |      |      |      |      |      |      |
| Mois                                   | J    | F    | M  | A    | M    | Jn   | Jt   | A    | S    | O    | N    | D    |
| Températures maximales (en °C)         | 0    | 2    | 4  | 8    | 13   | 17   | 19   | 19   | 16   | 11   | 7    | 4    |
| Températures minimales (en °C)         | 0    | 0    | 1  | 4    | 9    | 13   | 15   | 16   | 12   | 8    | 5    | 2    |
| Précipitations (hauteur moyenne en mm) | 42,8 | 35,5 | 28 | 28,3 | 30,3 | 39,6 | 48,2 | 47,2 | 45,3 | 45,7 | 39,7 | 43,3 |
| Source : MSN Väder                     |      |      |    |      |      |      |      |      |      |      |      |      |

## Personnalités liées à la commune
- Kate Jobson (née en 1937), nageuse suédoise.
- Benjamin Patersen (1748 ou 1750 — 1814 ou 1815), peintre et graveur suédois actif en Russie.

## Monuments et lieux touristiques
- Forteresse de Varberg (Varbergs fästning en suédois)
- Länsmuseet Varberg